# Sabatino Ciuffini
Sabatino Ciuffini (* 21. Oktober 1920 in L’Aquila; † 2003) war ein italienischer Drehbuchautor.

## Leben
Ciuffini begann in der Filmbranche 1950 als Dokumentarfilmer mit seiner ersten Arbeit Capitolium, der u. a. Uno sguardo nel passaro oder Le carte di gioco folgten, verlegte sich jedoch schon ab 1951 gelegentlich und ab 1960 fast ausschließlich auf das Schreiben von Drehbüchern für Filme jedweden Genres. Hin und wieder war er auch als Regieassistent tätig; beim 1962 entstandenen Oro per i cesari verantwortete er gar einige Innenaufnahmen selbst. Von 1969 bis 1980 war er an nahezu allen Werken Sergio Corbuccis beteiligt.
Von Ciuffini gibt es auch einige literarische Veröffentlichungen.

## Filmografie (Auswahl)
- 1962: Das Gold der Cäsaren (Oro per i cesari) (& Ko-Regie)
- 1966: Sicario 77 – tot oder lebendig (Sicario 77, vivo o morto), mit Mino Guerrini, Adriano Bolzoni und Alfonso Balcázar
- 1969: Fahrt zur Hölle, ihr Halunken (Gli specialisti)
- 1972: Bete, Amigo! (Che c'entriamo noi con la rivoluzione?)
- 1972: Die rote Sonne der Rache (La banda J.S.: cronaca criminale del Far West)
- 1978: Zwei sind nicht zu bremsen (Pari e dispari)
- 1980: Der Supercop (Poliziotto superpiù)